# Оломуцке пунктације
Оломуцке пунктације (немачки: Olmützer Punktation), познате и као Олоуцки споразум закључен је 29. новембра 1850. године између Аустрије и Пруске. Пруска је напустила Ерфуртску унију и пристала на обнову Немачке конфедерације на челу са Аустријом. 

## Историја
Пруска је половином 19. века у сукобу са Данском око Шлезвиг-Холштајна. То је једно од најкомпликованијих питања тадашње дипломатије. Војводства Шлезвиг и Холштајн лежала су уз јужне границе Данске, а у северозападном делу Немачке. Она су била у персоналној унији са Данском, а истовремено и чланице Немачког савеза (са већинским немачким становништвом). Током целог 19. века, дански краљеви настојали су да ова војводства чвршће вежу са себе, док су се војводства трудила да остану што независнија. Те супротности довеле су 1848. године до избијања рата између војводстава и Данске. Данска војска била је јача и однела је победу код Идштета. Посредовањем Енглеза, у Берлину је 1850. године закључен мир између Данске и Пруске којим је окончан рат око Шлезвиг-Холштајна. Швеска, Данска, Француска и Британија су са Данском потписале Лондонски протокол о неопходности одржавања интегритета Данске. Протоколу се придружила и Аустрија, док је Пруска одбила. Тада је избила знаменита хесенска афера. 
У Хесену, кнез и влада желели су што више ограничити права Скупштине и рестаурисати апсолутизам. Скупштина је познала народ да обустави плаћање пореза. Кнез је тражио помоћ Скупштине Конфедерације. Реагују Аустрија и Баварска, док се Пруска успротивила. Две војске, савезничка и пруска, нашле су се једна насупрот друге. Став Русије тада је био крајње претећи према Пруској. Цар Николај послао је армије из Пољске према западу. Француска концентрише трупе на својој граници. Пруси су приморани да се повуку. Председник владе, Мантојфел, састао се децембра 1850. године са Шварценбергом у Оломуцу. Тада су донесене тзв. „Оломуцке пунктације“ којима се предвиђало да ће се проблем Хесена решавати заједнички и да ће, ако буде потребно, Аустрија и Пруска заједно реаговати у Шлезвиг-Холштајну. Две државе су демобилисале војску. Мантојфел се прећутно одрекао равноправности са Аустријом, а Аустрија свог плана о великој Немачкој. У Пруској су Оломуцке пунктације примљене као нека врста капитулације и понижења пред Аустријом. Тако је и било, јер се Пруска морала сада залагати за обнову Немачке конфедерације, на истим принципима као и 1815. године. Тако је дошло до обнове Конфедерације која ће, међутим, бити кратког века. 